# Tabanus cyclops
Tabanus cyclops är en tvåvingeart som beskrevs av Szilady 1926. Tabanus cyclops ingår i släktet Tabanus och familjen bromsar. Inga underarter finns listade i Catalogue of Life.